# Trout Valley (Nuovo Messico)
Trout Valley è un census-designated place (CDP) degli Stati Uniti d'America della contea di Grant nello Stato del Nuovo Messico. La popolazione era di 16 abitanti al censimento del 2010. La New Mexico State Road 35 passa attraverso la comunità.

## Geografia fisica
Secondo lo United States Census Bureau, il CDP ha una superficie totale di 0,47 km², dei quali 0,47 km² di territorio e 0 km² di acque interne (0% del totale).

## Società

### Evoluzione demografica
Secondo il censimento del 2010, la popolazione era di 16 abitanti.

### Etnie e minoranze straniere
Secondo il censimento del 2010, la composizione etnica del CDP era formata dal 100% di bianchi, lo 0% di afroamericani, lo 0% di nativi americani, lo 0% di asiatici, lo 0% di oceanici, lo 0% di altre razze, e lo 0% di due o più etnie. Ispanici o latinos di qualunque razza erano il 6,25% della popolazione.